# Georg Ebner

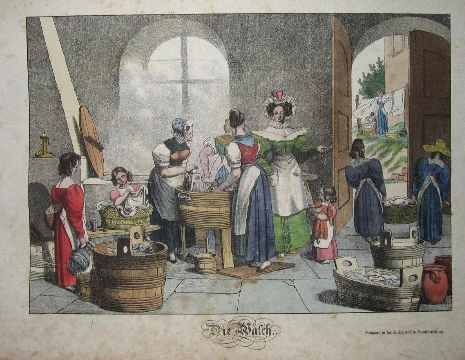
Seite aus einem Kinderbuch, um 1831

Georg Ebner (* 11. August 1784 in Ludwigsburg; † 17. April 1863 in Stuttgart) war ein deutscher Verleger.

## Leben
Georg Christoph Albrecht Ebner war ein Sohn von Johann Friedrich Ebner und der Erbe der väterlichen Kunsthandlung. Er absolvierte eine Ausbildung zum Buchhändler in der Stettinschen Buchhandlung in Ulm und in der Ritterschen Buchhandlung in Dresden, ehe er 1813 die väterliche Firma als „G. Ebnersche Kunsthandlung“ übernahm. Er verlegte vor allem Bildbände, darunter Erinnerungen oder interessante Ansichten Württembergs, das Bodensee-Album, Studien von Pferden verschiedener Raçen und Abkunft und Die Veredelung der Pferdezucht auf Alsen. Gut verkauft wurden offenbar auch die frühen Reisesouvenirs, die Ebner in Umlauf brachte, so etwa Erinnerung an Berg und seine Umgebung, Erinnerung an Cannstatt und seine Umgebung etc., sowie Landkarten. Schließlich gründete er eine eigene lithographische Anstalt; diese wurde neben der Firma eingerichtet, die Georg Ebners Bruder Karl August führte. Eberhard Emminger wurde ab 1822 bei Ebner ausgebildet, Jakob Ferdinand Schreiber in den Jahren 1828 bis 1831. Nach Ankauf der Musikalienhandlung Franz Müller nannte Georg Ebner sein Geschäft „G. Ebnersche Kunst- und Musikalienhandlung“. Ebner gehörte 1833 zu den Gründern der Allgemeinen Rentenanstalt in Stuttgart, des ersten deutschen Rentenversicherungsunternehmens.
Aus Georg Ebners 1813 in Derendingen geschlossener Ehe mit Wilhelmine Kurz (1789–1865) gingen zwölf Kinder hervor. Kurz vor der Goldenen Hochzeit kam er bei Bauarbeiten in seinem Haus ums Leben: Er trat auf ein loses Brett und stürzte zwei Stockwerke tief ab, woraufhin er die Besinnung verlor und vier Stunden später starb. Beerdigt wurde er auf dem Hoppenlaufriedhof, die Feier leitete Prälat von Kapff. Das neogotische Denkmal auf dem Familiengrab Ebner ist erhalten geblieben.